# Ralph Clive
Ralph Clive (c. 1520 em Walford, Shropshire - 1582) foi um MP na Cornualha, representando o eleitorado de West Looe. Ele foi eleito nas eleições gerais de outubro de 1553 no Reino Unido, mas não voltou ao Parlamento após as eleições do ano seguinte.